# Nhạc công

Dàn nhạc giao hưởng, nơi tập trung nhiều nhạc công

Nhạc công (Hán Nôm: 樂公; tiếng Anh: instrumentalist) là người thực hiện, biểu diễn các bản nhạc bằng các nhạc cụ với nhiều thể loại nhạc: pop, rock, jazz, giao hưởng...
Mỗi nhạc công có thể chơi một hay nhiều loại nhạc cụ trong một dàn nhạc.
Trong âm nhạc hiện tại, chỉ cần một nhạc công và một đàn organ là có thể biểu diễn. Dàn nhạc gồm nhiều nhạc công biểu diễn những tác phẩm đồ sộ có người chỉ huy gọi là dàn nhạc giao hưởng. Dàn nhạc chỉ có vài nhạc cụ biểu diễn những tác phẩm nhỏ không có chỉ huy gọi là dàn nhạc hòa tấu chuyên biểu diễn các tác phẩm hòa tấu. Đôi khi, các dàn nhạc hòa tấu có số nhạc cụ nhiều tương đương dàn nhạc giao hưởng.